# Herrenhaus Benthe

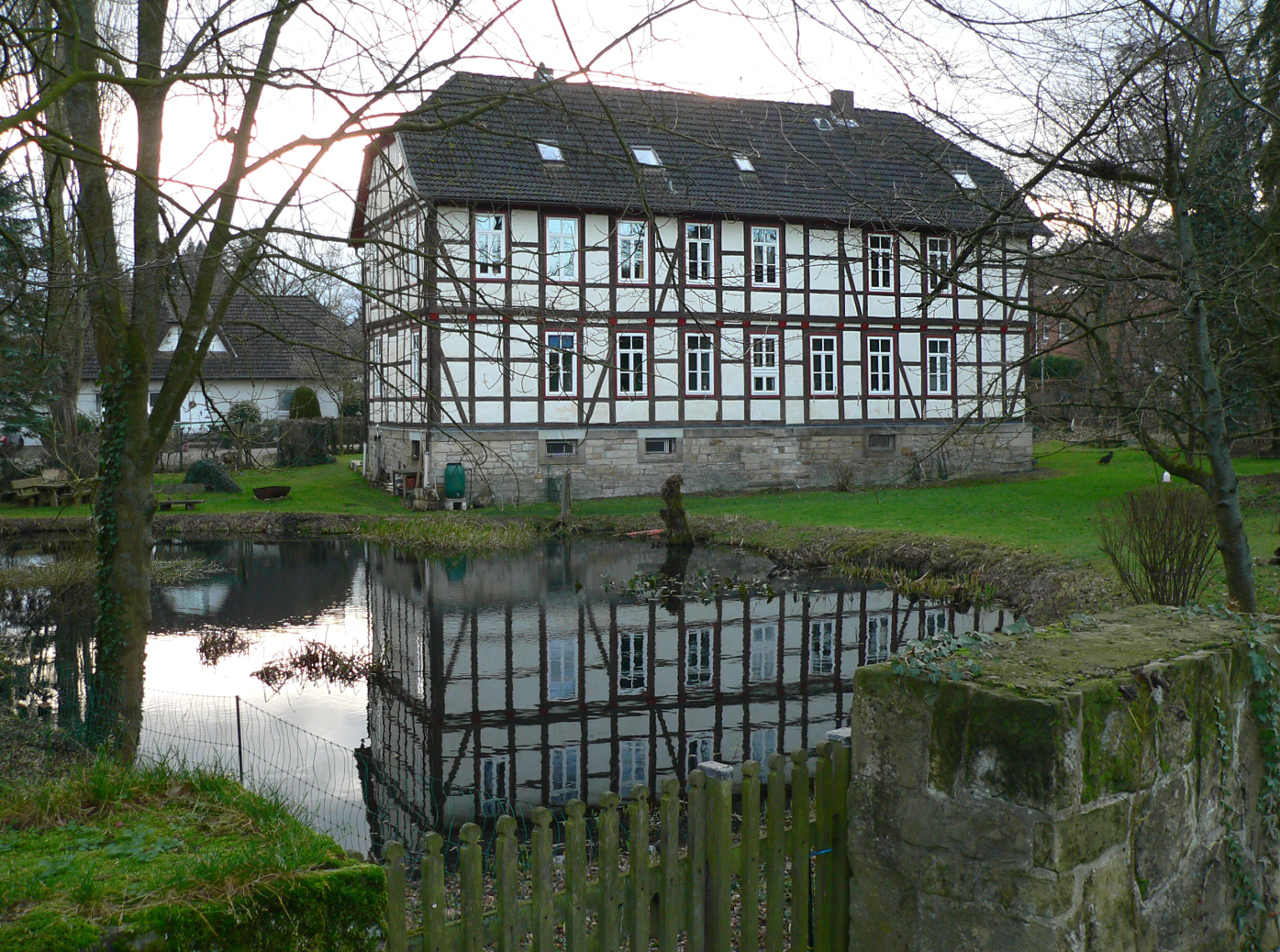
Herrenhaus Benthe mit Teich (2017)

Das Herrenhaus Benthe ist ein denkmalgeschütztes Gebäude im Ortskern von Benthe (ein Ortsteil von Ronnenberg) in Niedersachsen.

## Gutshof
Das Herrenhaus ist der Kern eines früheren Gutshofes, dessen Bauten sich zum Großteil erhalten haben. Zu dem Gutshof gehörte eine Längsdurchfahrtsscheune und der erste Hof des Ortes, der als Jagdmeierhof bekannt war. In einer Urkunde von 1638 war festgelegt, dass der Hof bei fürstlichen Jagden die Jäger und ihre Hunde zu beherbergen sowie zu verköstigen hatten. Die gesamte frühere Gutsanlage, darunter das Herrenhaus, der erste Hof und die Umfassungsmauer, stehen heute unter Denkmalschutz. Das Gut gehört zu den Baudenkmalen in der Stadt Ronnenberg. Seine Geschlossenheit wird durch die in jüngerer Zeit erbauten Einfamilienhäuser beeinträchtigt. Die Gutsanlage liegt am westlichen Dorfrand von Benthe, an der Straße Wallbrink; der Name steht für einen Abhang zwischen Waldrand und Gutshofanlage. Im direkten Umfeld des Herrenhauses finden sich zwei Teiche.

## Herrenhaus

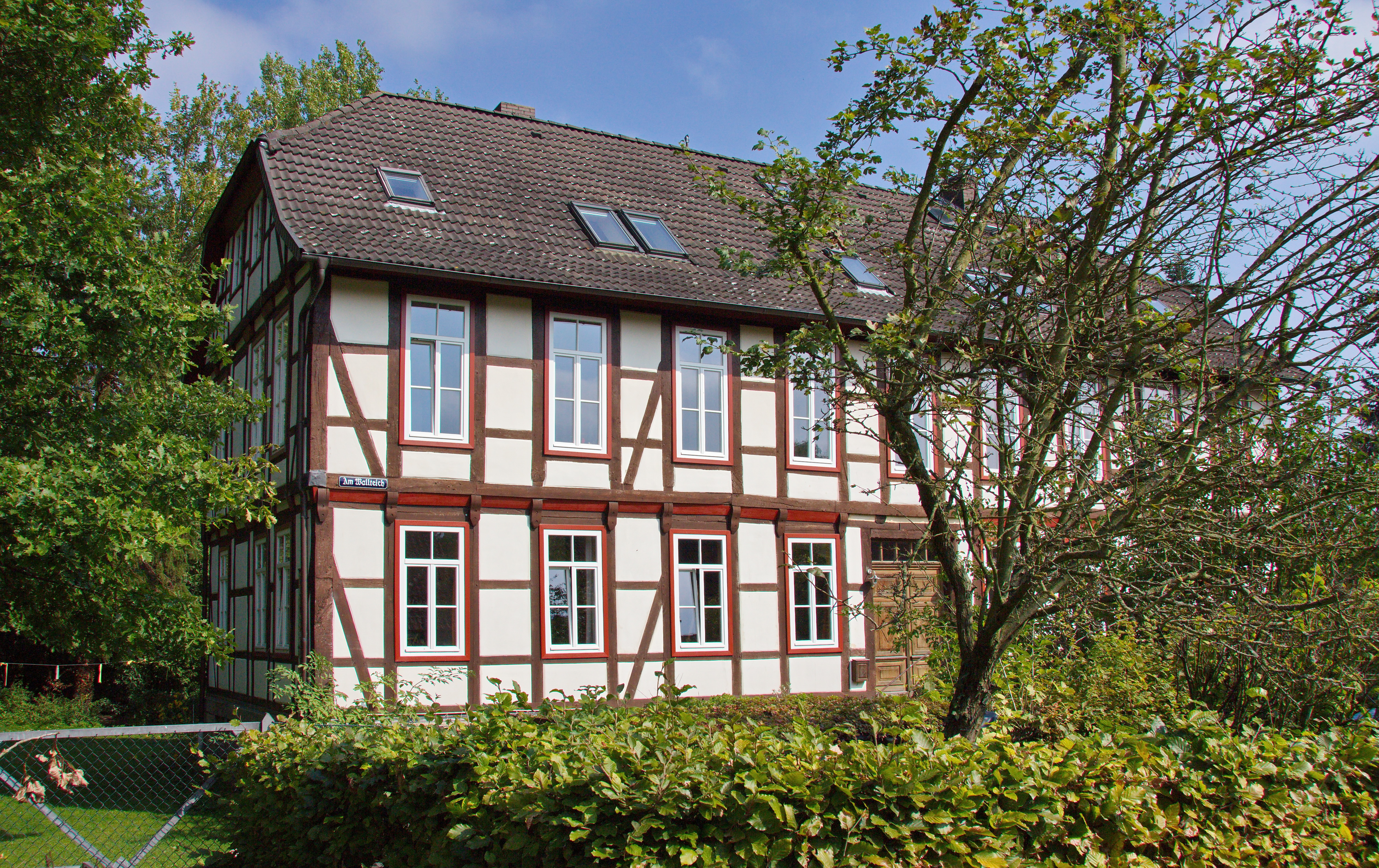
Herrenhaus, Eingangsseite

Das Gebäude entstand um 1750 als Herrenhaus für den Gutshof. Es wurde als zweigeschossiges Vierständerhaus in Fachwerkbauweise auf einem steinernen Kellergeschoss errichtet. Das Bauwerk hat einen mittigen Eingang mit zweiläufiger Sandsteintreppe und ist durch neun Fensterachsen symmetrisch gegliedert. Die Fassade war früher mit Sandsteinplatten ausgestattet. Bis 1792 diente das Gebäude der Erhebung von Steuern für das Amt Wennigsen. Vorübergehend war es Sitz einer Baronin des hannoverschen Königshofes. Der hannoversche König Georg V. nutzte es als Gästehaus. Ebenso diente das Herrenhaus den Welfen als Sommer- und Jagdhaus. Im Jahre 1870 erwarb es ein Landwirt aus Benthe. Seither befindet es sich in Privatbesitz. 2005 kam es zu einer Renovierung des Herrenhauses. Seit etwa 2014 ist das Herrenhaus durch eine Informationstafel als Baudenkmal in Benthe gekennzeichnet.